# Мельник, Леонид Григорьевич
Леонид Григорьевич Ме́льник (р. 20 марта 1948 года в гор. Сумы) — советский и украинский экономист. Доктор экономических наук (1989), профессор (1991), заслуженный профессор СумГУ (2007), заслуженный деятель науки и техники Украины (2009). Премия Ленинского комсомола (1981).

## Биография
Педагогическую деятельность начал в 1974 году в Сумском филиале Харьковского политехнического института (ныне СумГУ) на должности ассистента. Преподавал различные курсы дисциплин: экономики, организации, управления. Научно-педагогический стаж — свыше 40 лет. Кандидат экономических наук (1978). Доцент (1983). Член двух специализированных советов по защите диссертаций, в одной из которых — заместитель председателя. Под его руководством защищено 19 диссертаций кандидатов экономических наук и 4 диссертации доктора экономических наук.
Академик ряда академий: Академии предпринимательства и менеджмента Украины, Академии инженерных наук Украины, Российской академии естественных наук, Международной академии информатизации, член Международного союза экологической экономики и нескольких Европейских научных союзов.
Главный редактор Международного научного журнала "Механизм регулирования экономики" (Украина).
Более 650 печатных работ, в том числе 13 учебников и 13 учебных пособий, 22 монографии. 

## Отличия
- премия Ленинского комсомола (1981) — за работу «Оценка и прогнозирование экономических исследований загрязнения окружающей среды»;
- Лауреат конкурса академика Г. Ф. Проскуры (1981);
- Диплом за лучшую монографию СССР в отрасли экономики природопользования (1986);
- Почетная грамота Верховной Рады Украины «За особые заслуги перед украинским народом» (2004);
- заслуженный профессор СумГУ (2007);
- заслуженный деятель науки и техники Украины (2009);
- Почетный научный деятель Сианского университета финансов и экономики (2011).